# Kelviå å
Kälviänjoki är ett vattendrag i Finland.   Det ligger i landskapet Mellersta Österbotten, i den centrala delen av landet, 400 km norr om huvudstaden Helsingfors. Kälviänjoki ligger vid sjön Katajalahti.